# Шандор, Андрей Арпадович
Андрей Арпадович Шандор (5 января 1966, Львов, СССР) — заместитель президента Федерации футбола Львовской области, член Комитета арбитров ФФУ, бывший украинский футбольный арбитр. Статус арбитра ФИФА получил в 2002 году. Хобби — коллекционирование, путешествия.

## Карьера

### Арбитраж соревнований
- 1992 год: арбитраж любительских региональных соревнований
- 1993 год: Любительский чемпионат Украины по футболу
- 1995 год: Вторая лига
- 1998 год: Первая лига
- 2001 год: Премьер Лига
- 2002 год: статус арбитра ФИФА
- 2011 год: окончание карьеры арбитра (отсудил 150 матчей)[1]

### Факты из карьеры
- 2 октября 2003 года отказался обслуживать центральный матч 11-го тура и 1-го круга чемпионата Украины в Киеве между «Динамо» и «Шахтёром» из-за критики по обслуживанию матча в предыдущих турах.[2]